# كينيث بجلي
كينيث بجلي (بالإنجليزية: Kenneth Bigley)‏ (ولد 22 أبريل 1942م – توفي 7 أكتوبر 2004م)هو مهندس مدني بريطاني تم اختطافه يوم 16 سبتمبر 2004م في حي المنصور في بغداد بالعراق، مع زميلين له هما جاك هنزلي ويوجين أرمسترونغ، وكلاهما أمريكيان.